# Mikko Kokslien
Mikko Kokslien (* 10. März 1985 in Lillehammer) ist ein ehemaliger norwegischer Nordischer Kombinierer.

## Werdegang
Im Januar 2003 stand Kokslien erstmals im Aufgebot für den B-Weltcup, wo er auf Anhieb Neunzehnter wurde. Auch bei der Juniorenweltmeisterschaft des gleichen Jahres platzierte er sich als Zwölfter in der Gundersen-Methode ausgezeichnet. Nachdem er 2003 und 2004 beständige Resultate im B-Weltcup gezeigt hatte und Juniorenweltmeister mit dem Team geworden war, wurde er im Februar 2005 erstmals für den Weltcup der Nordischen Kombination nominiert. Auch hier konnte er bei seinem zweiten Einzeleinsatz gleich Punkte sammeln. Dennoch setzte der norwegische Verband ihn nun mehr als zwei Jahre nicht mehr im A-Weltcup ein, dafür schaffte Kokslien im B-Weltcup drei Podestplatzierungen, darunter einen Sieg. So wurde er zum Saisonbeginn 2007/08 erneut für den Weltcup nominiert, zum Saisonanfang gelang ihm allerdings kein Punkterfolg mehr, sodass er zunächst wieder in den B-Weltcup abstieg. Erst gegen Ende der Saison kehrte Kokslien wieder in die höchste Wettkampfklasse zurück und wurde unter anderem 13. beim Saisonfinale in Oslo.
In der Saison 2008/09 kam Kokslien mit Rang sieben beim Weltcup in Ramsau erstmals unter die besten zehn. Bei der Nordischen Skiweltmeisterschaft 2009 in Liberec gewann er mit der Mannschaft im Teamwettbewerb die Bronzemedaille. Kurze Zeit später am 15. März 2009 erreichte er als Dritter beim Saisonfinale in Vikersund seinen ersten Podestplatz. Die Saison 2008/09 beendete er auf dem 21. Platz in der Weltcup-Gesamtwertung. Bei seinen ersten Olympischen Winterspielen 2010 in Vancouver erreichte Kokslien den 32. Platz im Einzel von der Normalschanze sowie den 39. Platz im Einzel von der Großschanze.
Zu Beginn seiner Karriere hatte Kokslien auch Skilanglaufrennen bestritten und hatte sich auch dort ordentlich platziert. Mit wachsenden Erfolgen in der Nordischen Kombination nahm er jedoch nicht mehr an Langlaufwettkämpfen teil.
Am 10. März 2018 beendete Kokslien an seinem 33. Geburtstag mit dem Wettkampf in Oslo seine Karriere.

## Erfolge

### Olympische Winterspiele
- Vancouver 2010: 32. Gundersen NH, 39. Gundersen LH
- Sotschi 2014: 13. Gundersen NH

### Weltmeisterschaften
- Liberec 2009: 25. Gundersen NH, 13. Gundersen LH, 3. Team
- Oslo 2011: 3. Team NH
- Falun 2015: 2. Team NH
- Lahti 2017: 2. Team NH, 13. Gundersen NH

### Weltcup

#### Weltcupsiege im Einzel
| Nr. | Datum             | Ort         | Disziplin |
| --- | ----------------- | ----------- | --------- |
| 1.  | 4. Dezember 2010  | Lillehammer | Gundersen |
| 2.  | 8. Januar 2012    | Oberstdorf  | Gundersen |
| 3.  | 11. Februar 2012  | Almaty      | Gundersen |
| 4.  | 12. Februar 2012  | Almaty      | Gundersen |
| 5.  | 16. Dezember 2012 | Ramsau      | Gundersen |
| 6.  | 11. Januar 2014   | Chaux-Neuve | Gundersen |
| 7.  | 7. Dezember 2014  | Lillehammer | Gundersen |

#### Weltcupsiege im Team
| Nr. | Datum             | Ort           | Disziplin    |
| --- | ----------------- | ------------- | ------------ |
| 1.  | 13. März 2010     | Oslo          | Staffel 1    |
| 2.  | 14. Januar 2011   | Seefeld       | Staffel 2    |
| 3.  | 7. Januar 2012    | Oberstdorf    | Staffel 3    |
| 4.  | 4. Februar 2012   | Val di Fiemme | Teamsprint 4 |
| 5.  | 5. Januar 2013    | Schonach      | Staffel 5    |
| 6.  | 1. Dezember 2013  | Kuusamo       | Staffel 6    |
| 7.  | 14. Dezember 2013 | Ramsau        | Teamsprint 7 |
| 8.  | 20. Dezember 2014 | Ramsau        | Staffel 8    |

### Continental Cup

#### Continental-Cup-Siege im Einzel
| Nr. | Datum             | Ort               | Disziplin |
| --- | ----------------- | ----------------- | --------- |
| 1.  | 11. März 2007     | Stryn             | Sprint    |
| 2.  | 12. Januar 2008   | Liberec           | Gundersen |
| 3.  | 19. Januar 2008   | Chaux-Neuve       | Gundersen |
| 4.  | 20. Januar 2008   | Chaux-Neuve       | Sprint    |
| 5.  | 15. Dezember 2017 | Steamboat Springs | Gundersen |
| 6.  | 16. Dezember 2017 | Steamboat Springs | Gundersen |
| 7.  | 17. Dezember 2017 | Steamboat Springs | Gundersen |
| 8.  | 11. Februar 2018  | Eisenerz          | Gundersen |

## Statistik

### Weltcup-Platzierungen
| Saison  | Platz | Punkte |
| ------- | ----- | ------ |
| 2004/05 | 58.   | 0026   |
| 2007/08 | 31.   | 0161   |
| 2008/09 | 21.   | 0291   |
| 2009/10 | 26.   | 0172   |
| 2010/11 | 02.   | 0656   |
| 2011/12 | 03.   | 1061   |
| 2012/13 | 07.   | 0454   |
| 2013/14 | 08.   | 0454   |
| 2014/15 | 09.   | 0534   |
| 2015/16 | 22.   | 0206   |
| 2016/17 | 24.   | 0246   |
| 2017/18 | 35.   | 0087   |